# Jirákova lípa
Jirákova lípa je památný strom v Dolních Nivách v okrese Sokolov v Karlovarském kraji. Lípa se nachází v obci u domu čp. 7. Lípa má nízký, dutý a silně zmlazující kmen, sekundární korunu. V dutině kmene se vytvořilo několik adventivních kořenů, velmi laločnatý a zploštělý tvar kmene vznikl postupným přirůstáním výmladků k původní lípě.
Roste v nadmořské výšce 550 m. Koruna stromu sahá do výšky 22,5 m, obvod kmene měří 719 cm (měření 2003). Lípa je chráněna od roku 1984.

## Stromy v okolí
- Kaasův buk
- Stříbrný javor v Husových sadech
- Jindřichovický klen
- Martinské lípy v Jindřichovicích